# Писарева, Стелла Владимировна
Стелла Владимировна Писарева (28 февраля 1925 года, Бердичев ― 24 мая 2020 года, Казань) — российский музейный деятель, основатель и первый директор музея истории Казанского университета. Заслуженный работник культуры ТАССР.

## Биография и трудовая деятельность
В Казань Писарева попала в 1941 году в числе эвакуированных с Украины. В 1946 году окончила историко-филологический факультет Казанского государственного университета им. В.И. Ульянова – Ленина, в этом же году — пришла в Казанский музей А.М. Горького (ныне Музей А.М. Горького и Ф.И. Шаляпина).
С 1950 по 1964 гг. С. В. Писарева занимала должность заместителя директора по научной работе в Музее А. М. Горького.
В 1964 г. приказом Министерства культуры Татарской АССР была переведена в Государственный музей ТАССР, где создала и заведовала литературным отделом. С 1971 года вновь занимала должность заместителя директора по науке одного из крупнейших музеев Татарстана.
В 1978 году с нуля создала Музей истории Казанского университета, ставший важнейшим центром культурной жизни города, одним из ведущих вузовских музеев России. Возглавляла его 39 лет.
С 2018 года до конца жизни работала в Музее А. М. Горького и Ф. И. Шаляпина, являлась организатором культурно-просветительных программ с участием представителей творческой среды Татарстана и других регионов, автором выставок, публикаций в СМИ.
Скончалась в Казани 24 мая 2020 года на 96 году жизни.

## Научная деятельность
С. В. Писарева принимала самое активное участие (и как автор, и как руководитель) в создании постоянных экспозиций и выставок, посвященных творческому наследию, казанскому периоду жизни А.М. Горького, его дальнейшей связи с Казанью; руководила организацией выставки «Татарская литература», которая экспонировалась в Москве в Дни декады татарского искусства и литературы в 1957 году.
Под её руководством и при её непосредственном участии были открыты литературный отдел, отражающий историю литературы Татарстана, и ряд выставок, в том числе посвященных 60 и 70-летию М. Джалиля (демонстрировались во время юбилеев поэта в Москве), 90-летию Г. Тукая, 150-летию М. Лермонтова и другие.
За годы своей музейной деятельности С.В. Писарева зарекомендовала себя как прекрасный лектор, экспозиционер, талантливый организатор музейного дела, экскурсовод и исследователь. Результаты её научных исследований о литературном наследии Горького были доложены ею на Всесоюзных горьковских конференциях в Москве, Н. Новгороде, Казани, опубликованы в академических сборниках «Горьковские чтения». Одна из тем её исследований — судьба учёных КГУ, ставших жертвами сталинских репрессий в 30-х гг. Цикл её статей опубликован в периодической печати и сборнике «Возвращенные имена». Результатом её научных изысканий стало издание буклетов «Музей истории КГУ» , «Н.И. Лобачевский», «Казанская химическая школа», а также публикации в многочисленных сборниках, журналах и в периодической печати (о связях А. М. Горького с Казанью, о татарской литературе, о вкладе АН СССР в дело Победы в Великой Отечественной войне во время пребывания в Казани институтов АН, о судьбах ученых КГУ, о казанской химической школе, о Н.И. Лобачевском, Л.Н. Толстом  и др.).
Многие годы С. В. Писарева возглавляла Научно-методический совет вузовских музеев Средне-Волжского региона, являлась членом Правления Научно-методического совета вузовских музеев Российской Федерации. Под её началом организованы сотни университетских выставок, семинаров, научно-практических конференций.

## Общественная деятельность
В 1950-е годы она была заместителем председателя Республиканской военно-шефской комиссии, в 1960-е — заместителем председателя молодежной комиссии Татарстанского отделения Общество знание|Общества «Знание». В 1966 г. — инициатор и один из организаторов Казанского городского отделения Общества советско-чехословацкой дружбы, около 30 лет она была первым заместителем председателя Правления Городского, а затем Республиканского отделения общества.
С. В. Писарева была награждена Почётным знаком «За вклад в дело дружбы» Союза советских обществ дружбы и культурных связей с зарубежными странами (1986 г.), Почётными грамотами Союза советских обществ дружбы и культурных связей с зарубежными странами (1972 г., 1976 г., 1986 г.), Почётной грамотой Татарского ОК КПСС и Совета министров ТАССР, Почётным знаком Союза чехословацко — советской дружбы (1981 г.) и медалями ЧССР.
В 2005 году С.В. Писарева стала победителем республиканского конкурса «Женщина года. Мужчина года: женский взгляд» в номинации «Женщина — культура и духовность».

## Достижения
Значительный вклад С. В. Писарева внесла в создание новых республиканских музеев: Музея Ярослава Гашека в Бугульме (1966), Музея истории города и строительства КамАЗа в Набережных Челнах, Музея Г. Тукая в с. Кырлай 1978), а также Музея Н.И. Лобачевского в Козловке Чувашской АССР (1994).
В 1978 году С.В. Писарева пришла в Казанский университет для создания музея его истории в связи со 175-летием. Она смогла всего за один год создать богатейшую экспозицию, отражающую историю одного из старейших университетов России. Сегодня музей пользуется заслуженной популярностью. Его посетили сотни тысяч казанцев и гостей города, многочисленные делегации из многих стран. Музей признан одним из лучших вузовских музеев России, является головным в Средне-Волжском регионе. Посетители музея говорили, что наука в Казанском университете представлена очень высоко.
В разное время гостями музея были: первый президент РФ Борис Ельцин, генеральный директор ЮНЕСКО Коитиро Мацууро, поэт Евгений Евтушенко, праправнук Льва Толстого Владимир Толстой, лауреат Нобелевской премии, академик Виталий Гинзбург, писатель Чингиз Айтматов и другие. Её стараниями собрана коллекция из 25 тысяч раритетных экспонатов. «Помогали студенты, преподаватели, выпускники, выдающиеся ученые — Е.К. Завойский, Б.А. Арбузов, Б.Л. Лаптев и другие», — вспоминает Стелла Владимировна.

## Награды
- Медаль «За доблестный труд. В ознаменование 100-летия В.И. Ленина» (1970)
- Медаль «За трудовое отличие» (1971)
- Заслуженный работник культуры РТ» (1975)
- Медаль «В память 1000-летия Казани» (2005)
- Медаль «За доблестный труд» (2015)
- Почетным знак «За вклад в дело дружбы» Союза советских обществ дружбы и культурных связей с зарубежными странами (1986)
- Почетный знак Союза чехословацко-советской дружбы (1981) и медалями ЧССР
- Нагрудный знак «За достижения в культуре» (2004)
- «Заслуженный работник Казанского университета» (2004)
- Почетная грамота Президента РТ (1995)
- Благодарственное письмо Президента РТ (2010)